# Armadillidium kuehnelti
Armadillidium kuehnelti är en kräftdjursart som beskrevs av Helmut Schmalfuss 2006. Armadillidium kuehnelti ingår i släktet Armadillidium och familjen klotgråsuggor. Inga underarter finns listade i Catalogue of Life.